# Ansbacher Hütte
Die Ansbacher Hütte ist eine Alpenvereinshütte der Sektion Ansbach des Deutschen Alpenvereins in den Lechtaler Alpen, Tirol, Österreich.

## Lage
Die 1906 erbaute Ansbacher Hütte liegt auf 2376 m ü. A. auf dem Südosthang der Samspitze, im Gemeindegebiet Flirsch, direkt an der Grenze zu Pettneu am Arlberg.

## Zugänge
- von Schnann, Aufstieg am Südhang über die Fritzhütte (1800 m), Gehzeit: 3½ Stunden,
- von Schnann, am Schnanner Bach entlang bis zum Alperschon-Joch und über das Flarsch-Joch, Gehzeit: 4 Stunden
- von Flirsch, Aufstieg am Südhang, Gehzeit 4 Stunden
- von Bach über Madau, das Alperschontal bis zum Knappenboden hinauf, weiter über das Flarsch-Joch, Gehzeit: 5 Stunden

## Nachbarhütten und Übergänge
- Zum Kaiserjochhaus über Flarschjoch, Alperschonjoch, Hinterseejoch und Kridlonscharte, 4½ Stunden. Die Querung des Vorderseespitze O-Grates ist seilversichert, Ungeübte sollten den Weg nur in Begleitung erfahrener Bergwanderer oder Führer begehen.
- Zur Memminger Hütte über das Winterjoch und die Grießscharte, 5½ Stunden, Seilversicherungen im Abstieg von der Grießscharte, der bei Vereisung unangenehm werden kann. Ungeübte sollten den Weg nur in Begleitung erfahrener Bergwanderer oder Führer begehen.
- Zur Simmshütte über Flarschjoch, Stierlahnzugjoch und Kälberlahnzugjöchl, 4½ Stunden.
- Zur Augsburger Hütte über den Augsburger Höhenweg, 8–10 Stunden. Dieser Weg ist ein langer und anspruchsvoller Höhenweg, der auch Geübten bei schlechten Bedingungen, insbesondere Vereisung der zu querenden Nordhänge, Probleme bereiten kann. Ungeübte sollten den Weg unbedingt nur in Begleitung erfahrener Bergwanderer oder Führer begehen.

## Gipfel
- Samspitze (2624 m), markierter Steig, ¾ Stunde
- Feuerspitze (2851 m), markierter Steig, 3 Stunden
- Freispitze (2884 m), weglos, kurze Kletterei bis Schwierigkeitsgrad II, 4½ Stunden
- Grießlspitze (2830 m), weglos, kurze Kletterei bis Schwierigkeitsgrad II, 2 Stunden
- Vorderseespitze (2889 m), weglos, Kletterei bis Schwierigkeitsgrad II, 3½ Stunden
- Fallenbacherspitze (2723 m), weglos, kurze Kletterei bis Schwierigkeitsgrad II, 3 Stunden
- Stierkopf (2589 m), unmarkierter Pfad, ½ Stunde

## Karten und Literatur
- Alpenvereinskarte 3/3 Lechtaler Alpen – Parseierspitze (1:25.000)
- Dietmar Weiss, Herbert Jauernig, Norbert Meindorfer: 100 Jahre Ansbacher Hütte - Kleinod in den Lechtaler Alpen. In: DAV Panorama. Nr. 2, April 2006, ISSN 1437-5923, S. 72–76 (alpenverein.de [PDF; 2,1 MB]).